# Enceinte de Vézelay
L'enceinte de Vézelay est une fortification située sur la commune de Vézelay dans le département de l'Yonne, en France.

## Historique
Les remparts de Vézelay ont connu plusieurs phases de constructions, de renforcement et de destruction. En effet, le village se développe au XIIe siècle et il se fortifie en 1150 afin de protéger les habitants. La porte Sainte-Croix est construite à cette époque pour permettre l'accès à l'abbaye. Deux siècles plus tard, une phase de reconstruction des fortifications a lieu dans les années 1360. Puis, vers la fin du XVe siècle, une nouvelle porte est édifiée la porte Neuve munie de deux herses et protégée par deux tours rondes de douze mètres de diamètre.
L'édifice est classé au titre des monuments historiques en 1875, inscrit en 1995 et classé en 1998.

## Description

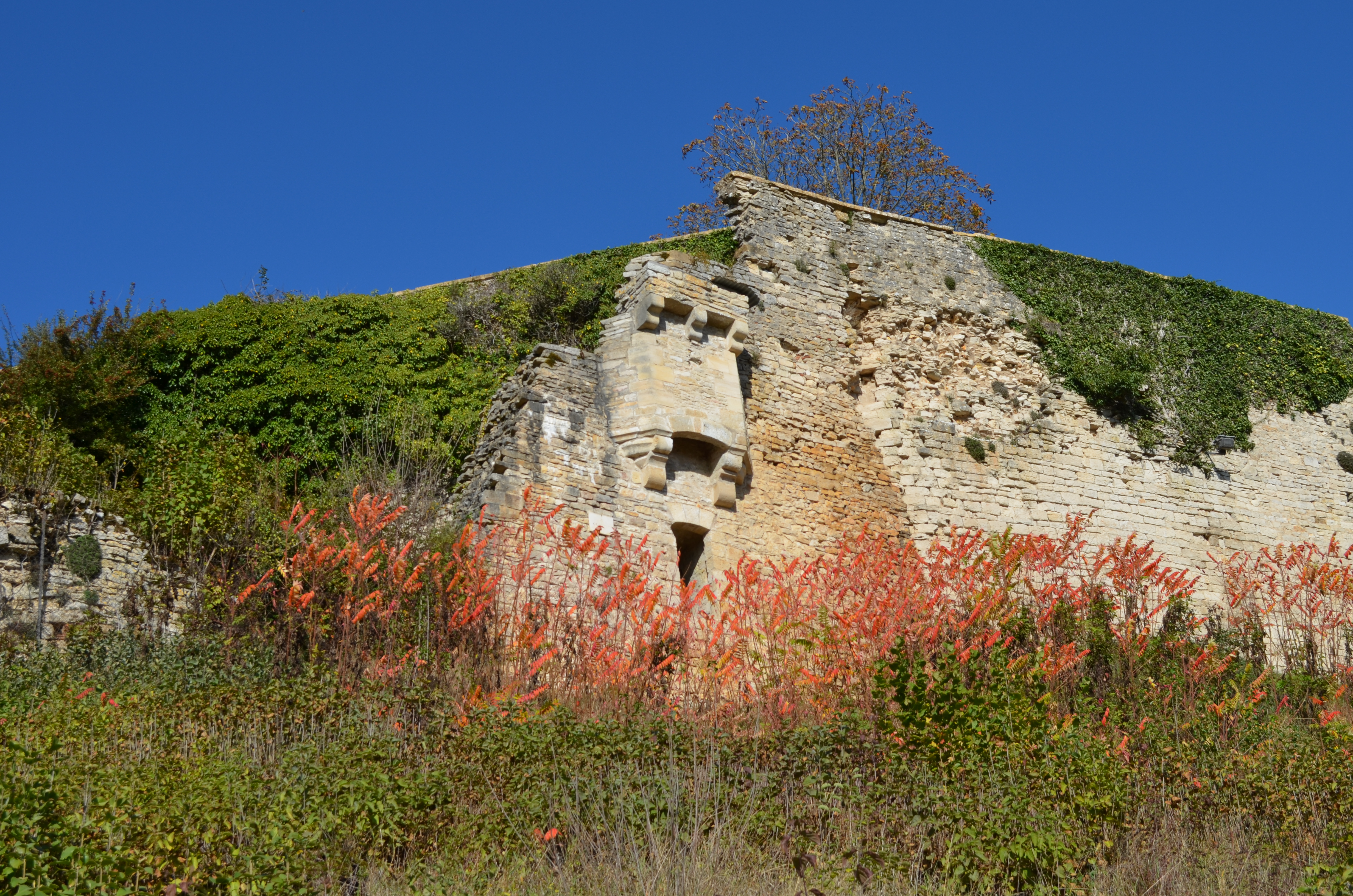
Vestiges de l'enceinte de Vézelay.

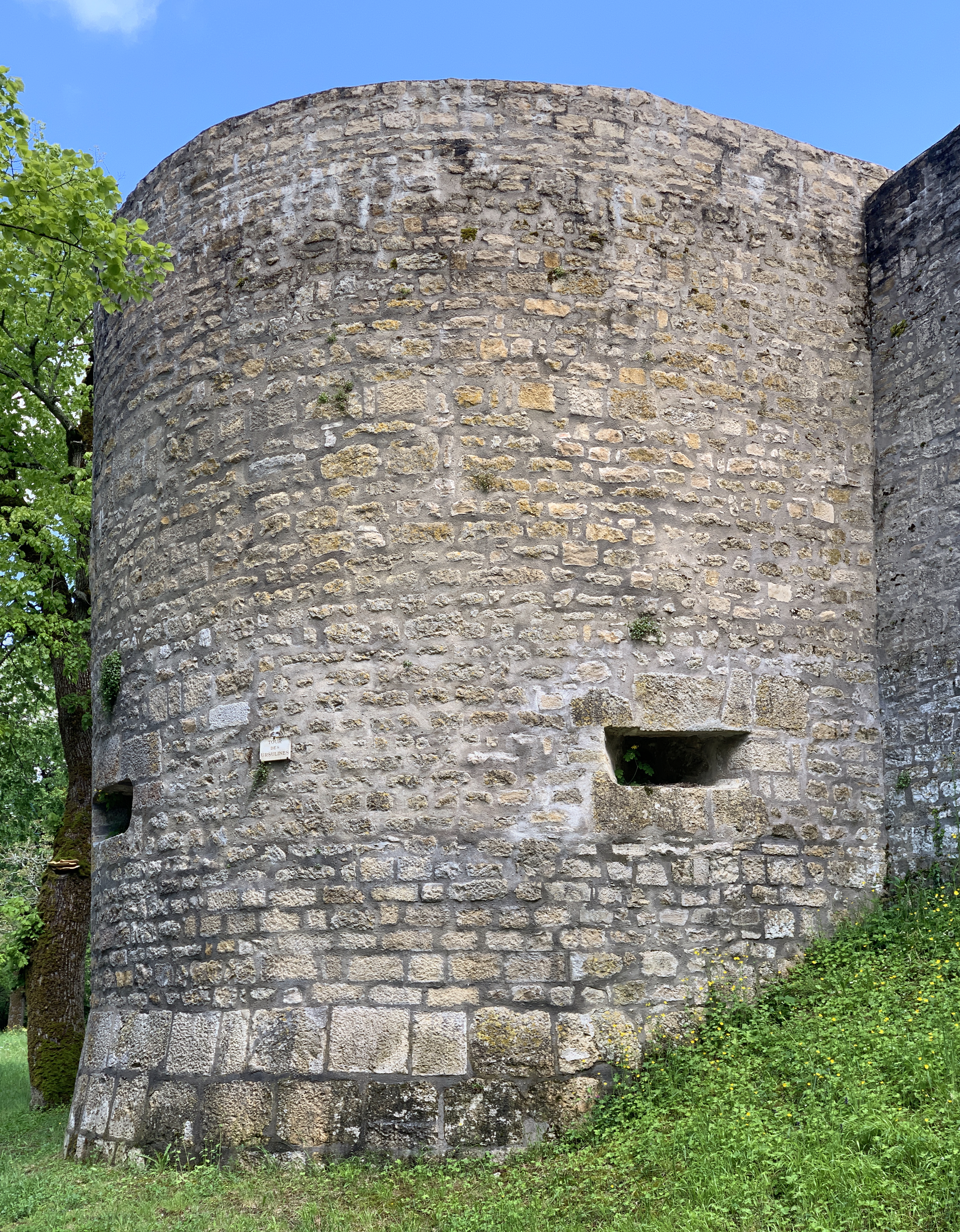
La tour des Ursulines.

La muraille a une étendue d'environ 1,9 km, elle est épaisse en moyenne de 2 mètres et haute de dix mètres.
De cette muraille, cinq tours du XIVe siècle subsistent, et l'on peut remarquer que les murs n'ont pas de bonnes fondations. "L'examen des murailles amène à penser qu'un simple chemin de ronde bordé d'un parapet a suffi à la défense des murs qui, du côté de la ville, soutenaient une masse considérable de terre. Il ne faut donc pas chercher dans la vieille muraille d'enceinte de Vézelay les créneaux, mâchicoulis, merlons, archières, etc., qui couronnent d'une manière si pittoresque les fortifications du Moyen Âge. Un bourgeois, Étienne Anscelin, surnommé Borbolin, se chargea de diriger les travaux : les murailles furent dégagées des maisons du faubourg et plusieurs tours furent élevées aux angles de la muraille d'enceinte.
Pour accéder à la ville, deux portes ont été construites avec trois siècles d'intervalle :
- la porte Sainte-Croix date du XIIe siècle et a probablement été construite vers 1150 pour donner accès dans l'enceinte de l'abbaye[2]. La voûte qui menaçait de s'effondrer a été démolie en 1814. La muraille qui la prolonge est remarquable par la beauté de sa construction. Elle était bordée par une esplanade nommée le Mangoneau ou Butte-du-Moulin-à-Vent en souvenir du moulin de l'abbaye.
- la porte Neuve à la fin du XVe siècle entourée par deux tours rondes de douze mètres de diamètre et des murs de trois mètres d'épaisseur, et dont l'accès étaient barrés par deux herses[2].

Après la haute muraille qui forme la célèbre terrasse de Vézelay se trouve un ancien guichet : on  accédait à la poterne par une échelle mobile et à l'intérieur un escalier à vis permettait d'accéder à la terrasse du guichet protégé par des créneaux. La muraille se poursuit ensuite jusqu'à la porte Saint-Étienne (ancienne porte du Barle). Cette dernière, en 1569, était octogonale.

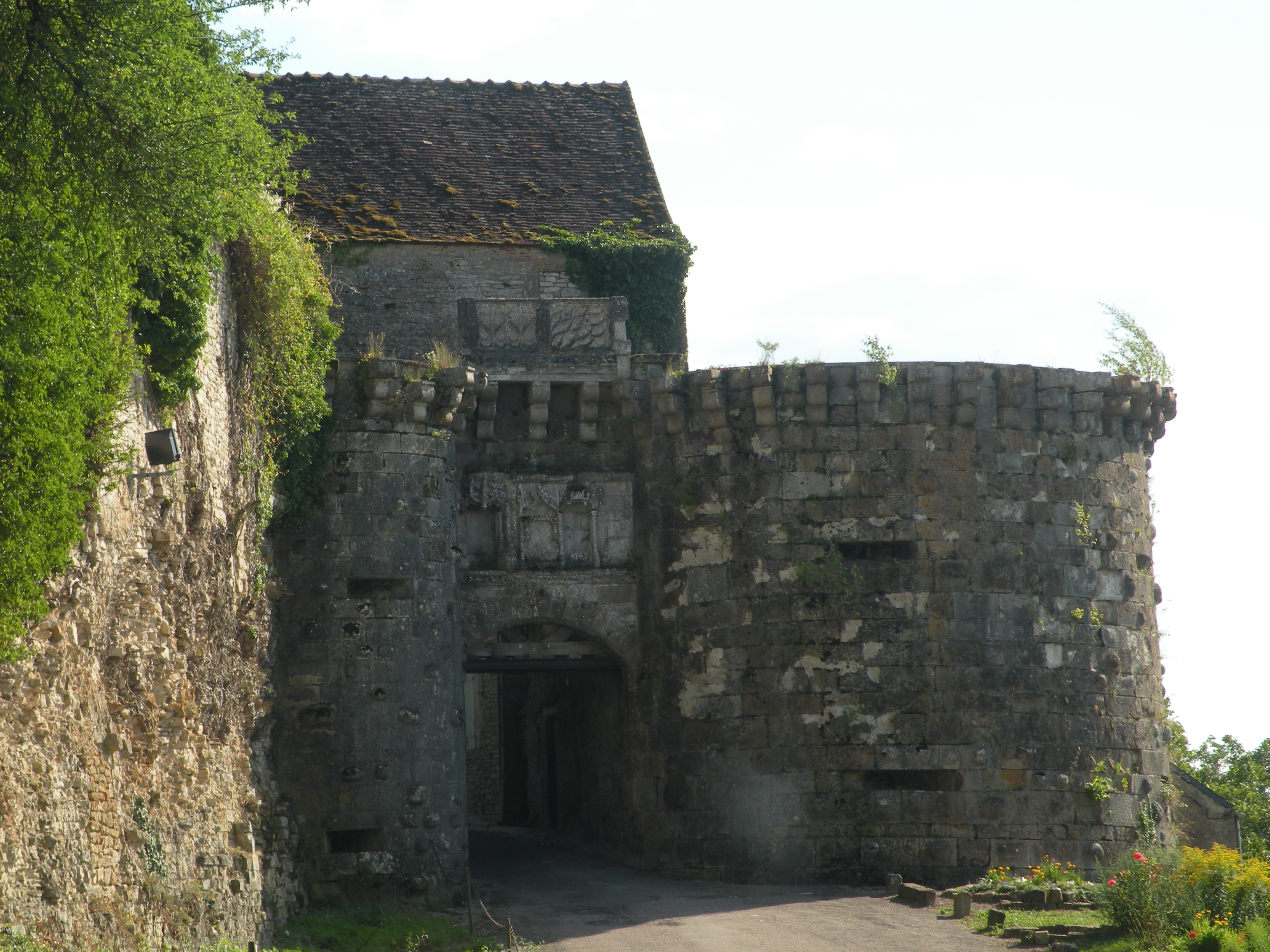
La porte Neuve avant restauration de 2020

## Protection
Les remparts sont protégés au titre des monuments historiques par plusieurs décisions : avis de classement du 13 juillet 1875, inscription par arrêté du 23 mai 1995 et classement par arrêté du 20 juillet 1998.

## Annexe